# Joan Semmel
Joan Semmel (Nueva York, 19 de octubre de 1932) es una pintora feminista, profesora, y escritora estadounidense. Es conocida por sus pinturas a gran escala y los desnudos realistas de su propio cuerpo mirando hacia abajo vistos desde su perspectiva.

## Educación e implicancia política
Semmel nació en la Ciudad de Nueva York. Empezó su formación artística en Cooper Unión, donde estudió con Nicholas Marsicano. Continuó estudiando con Morris Kantor en la Liga del alumnado del Arte de Nueva York antes de ganar un BFA en el Pratt Institute en 1963.
Pasó siete años y medio en España (1963-1970), donde su trabajo "se desarrolló gradualmente de una amplia pintura gestual y espacialmente referenciada hasta una composición de figura / fondo algo surrealista....(Su) color brillante altamente saturado separó (sus) pinturas de los artistas españoles más conocidos, cuyo trabajo era más oscuro, más gris y Goyaesco." Semmel regresó a la ciudad de Nueva York en 1970 y ganó un MFA en el Pratt Institute en 1972. Al regresar a Nueva York en 1970, Semmel quedó impactada por la cantidad de imágenes de mujeres cosificadas en los quioscos de prensa estadounidenses. Comenzó a pintar en un estilo figurativo, incorporando el erotismo que la caracteriza hoy en día. Su tesis del MFA exhibida en el Pratt fueron pinturas de la Primera serie erótica.
En Nueva York, Semmel se unió al movimiento feminista y a los grupos de arte feminista dedicados a la igualdad de género en el mundo de arte. Ha sido miembro del Comité Ad hoc de Artistas de Mujeres, del Grupo de lucha contra la censura (FC), Mujeres en las Artes (WIA), y de la Coalición de Trabajadores del Arte (AWC). La Camarilla de mujeres del arte homenajeó a Semmel como ganadora del premio Lifetime Achievement de la organización en 2013. Durante una discusión en un panel titulado "La pintura y el legado del feminismo" en la galería Maccarone (2015), Semmel declaró "me gustaría escaparme de la declaración básica de por qué no hay grandes artistas mujeres. Hay muchas mujeres artistas geniales. Y no deberíamos seguir hablando de por qué no las hay. Si no hay artistas mujeres célebres, es porque no hemos estado celebrándolas, pero no porque no estén allí."
Semmel ha enseñado en el Museo de arte de Brooklyn y en el Maryland Institute College of Art. Desde 2013, es profesora emérita de pintura en la Universidad Rutgers. En el 2000 Semmel enseñó en la Academia de Verano Internacional de Bellas artes en Salzburg, Austria.

## Trabajo
Sobre temas importantes en relación con su trabajo, Semmel declara: "Mientras mi trabajo se desarrolla a través de series, el hilo conductor a lo largo de décadas tiene una única perspectiva: estar dentro de la experiencia femenina y tomar posesión de ella culturalmente." Aunque Semmel ha creado muchas series diferentes durante su carrera, la mayoría de sus obras tocan temas como la sexualidad, el cuerpo, la intimidad y la autoexploración, tanto físicamente como psicológica.

### PrimeraSerie erótica(1970-71)
La Primera serie erótica mostraba parejas heterosexuales teniendo sexo. El tema era explícitamente erótico, pero las composiciones daban un guiño a la abstracción con colores expresivos y antinaturales y un fuerte énfasis en las formas individuales. Estas representaciones a gran escala de actividades sexuales recuperaban la mirada del desnudo femenino, lo que anunciaba un enfoque sin precedentes en la pintura y representación en los 70s.

### SegundaSerie erótica(1972-73)
Referidas por Semmel como "fuck paintings", las pinturas de la segunda Serie erótica son agudas y realistas pero mantienen los colores intensos, antinaturales de la serie anterior. Las pinturas están basadas en fotografías de un hombre y mujer teniendo sexo, las cuales Semmel tomó durante varias sesiones con el consentimiento de la pareja. Como ninguna galería en Nueva York quería mostrar la serie, Semmel alquiló un espacio en SoHo y exhibió su trabajo, atrayendo la atención de los críticos. Semmel rechazó peticiones de Penthouse y Playboy para publicar la serie. Erotic Yellow (1973) fue utilizada sin su permiso en el artículo “Hot Erotic Art” de la revista Screw (mayo 1974).

#### Interpretaciones posibles de las series eróticas
Como se expresó anteriormente, Joan Semmel tenía una fascinación con el cuerpo humano, incluyéndolo dentro de sus piezas de arte en una forma sensual. Pero, a diferencia de su contemporáneos chauvinistas, creía que las mujeres debían ser representadas como siempre debieron haberlo sido en la comunidad del arte: sin categorizarlas como un agujero. Semmel nos lleva a replantearnos la diferencia entre el individuo desnudo (naked) y desvestido (nude). Los “Modos de ver” nos permiten entender que estar desnudo es ser uno mismo. Estar desvestido es ser visto desnudo por otros sin reconocerse uno mismo. Un cuerpo desnudo tiene que ser visto como un objeto para poder convertirse en un cuerpo desvestido. (Verlo como un objeto estimula su uso como tal). La desnudez se revela. Estar desnudo es estar sin disfraz”. Semmel se da cuenta de que las mujeres no han sido disminuidas por estar desnudas dentro de estas pinturas, sino principalmente por el espectador masculino que las interpreta como nada más que desnudas, sexualizándolas de inmediato a cada una de ellas al asociarlas con una mujer que encuentran atractiva. Es insultante y degradante. Joan declaró: “ Siempre me preguntan acerca de cómo me siento estando desnuda públicamente, y siempre respondo que no soy yo, que es una pintura”

### Autorretratos
Durante el verano de 1973, mientras enseñaba en el Instituto de Arte de Maryland en Baltimore, Semmel empezó a pintar lo que llama “la idea de mi misma mientras me experimento.” Los autorretratos como Yo sin espejos (1974) incluyen el cuerpo de la artista desde el cuello a los pies y sin mostrar su cara. Las fotografías que se utilizan como fuente para las pinturas a gran escala fueron tomadas por la artista o, en algunos casos, por un amigo “lo más cercano posible a su punto de vista.” Varios autorretratos como Intimidad y Autonomía (1974) incluyen un compañero varón. En estas pinturas “el desnudo ya no aparece como una fantasía idealizada, una figura alegórica o un paisaje de deseo, sino como el cuerpo autopercibido de una mujer específica.”

### Imágenes resonantes (1979-81)
Semmel describe a esta serie, la cual fue exhibida en la galería Lerner Heller: "La figura principal de la composición está repetida dos veces: una vez en estilo realista y una segunda en una versión altamente expresionista. Son casi como vistas internas y externas de uno mismo que combinan una imagen perceptual con la ambición y la lucha del ego emotivo".

### Serie de playa (1985-1986)
La serie de pinturas fue realizada en su estudio en East Hampton. En 1987 compró una casa en Springs, East Hampton, donde continúa trabajando cada verano.

### Serie de lockers (finales de 1980)
Comenzando con Espejo Espejo (1988), Semmel describe a la cámara como un "dispositivo para retratar y cuestionar a la percepción y representación". Semmel tomó fotografías en lockers de mujeres, utilizando el espejo y la cámara "como estrategias para desestabilizar el punto de vista (quién está mirando a quién) y para comprometer al espectador como participante... Mis pinturas revelaron un cuerpo en una edad más avanzada y me mostré apuntando agresivamente la cámara al espectador."

### Maniquíes (1996-2001)
Inspirada en maniquíes viejos que encontró en la calle, Semmel trabajó con estas "versiones idealizadas del cuerpo femenino...como alter egos para explorar el aislamiento y la anomia de la objetivación y la fetichización. Las bellas caras inquietantes, partes rotas y sisas vacías eran un testigo elocuente de la forma en que las mujeres eran juzgadas por su juventud y belleza y descartadas en los años posteriores como impotentes y ya no viables."

### Con cámara (2001-2006)
La primera vez que Semmel posa delante de un espejo con la cámara.

### Actual
Semmel continúa pintando autorretratos desnudos durante los 2000s y 2010s. Estos autorretratos emplean una perspectiva diferente, uno visto en un espejo incluye la cámara y el reflejo del flash. Su trabajo más reciente explora las experiencias físicas y psicológicas asociadas al envejecimiento, mientras continúa siendo autorreferencial. Estas meditaciones sobre el envejecimiento del físico femenino son experimentales en la representación, expandiéndose más allá del realismo convencional. Sus autorretratos se duplican, en movimiento y fragmentados, siendo quizás exploraciones de un estado metafísico del ser y de un lazo cercano entre el cuerpo y la mente. Desafiando la mirada patriarcal del cuerpo femenino como un objeto, el trabajo de Semmel disuelve la línea típicamente marcada entre artista y modelo y espectador y sujeto.

## Exposiciones
- Exposición individual de "Serie Erótica", organizado por Semmel en 141 Prince St. Gallery, Nueva York, 1973
- Exposición individual en la galería Lerner-Heller, Nueva York, 1979
- Feministische Kunst Internacional (Arte Feminista Internacional), Haags Gemeentemuseum, La Haya, Holanda, 1979
- Exposición individual, 112 Greene Street, Nueva York, 1984
- Exposición individual de la serie Gimnasio, Galería Gruenebaum, Nueva York, 1987
- Joan Semmel: Trabajo reciente, East Hampton Center for Contemporary Art, Nueva York, 1989
- A través del ojo del objeto: Pinturas por Joan Semmel en la Galería de arte universitario, Universidad Estatal de Nueva York, Albany.
- Otra Vista, Galería Bypass, Nueva York, 1993 (organizada por Semmel).
- Anni Albers, Robert Beck, Cady Noland, Joan Semmel, Nancy Shaver, comisariada por Robert Gober, Matthew Marks Gallery, Nueva York, 1999
- La Serie de maniquí: Trabajo reciente por Joan Semmel, Museo de la ciudad de Jersey, NJ, 2000
- Personal y Político: el movimiento de Arte de las mujeres, 1969-1975, comisariado por Simon Taylor y Natalie Ng, Museo sala del gremio, East Hampton, 2002
- Mujeres transgresoras: Yayoi Kusama, Lee Lozano, Ana Mendieta, y Joan Semmel, curada por Annette Dimeo Carlozzi, Museo de Arte Blanton, Austin, 2003.
- “WACK! Arte y el Movimiento Feminista,” curada por Cornelia Butler, Museo de Arte Contemporáneo, Los Ángeles, 2007
- “Solitaire: Lee Lozano, Sylvia Plimack Mangold, Joan Semmel,” curada por Helen Molesworth, Wexner Center for the Arts, 2008.
- “Cambiando la Mirada”, El Museo judío, Nueva York, 2010.[15]
- “Desnudos,” Alexander Gris Asociados, 2011.[16]
- “Joan Semmel: Un ojo lúcido,” comisariado por Sergio Bessa, Museo de las Artes del Bronx, 2013.[1]
- Joan Semmel: A través de cinco décadas, 2015.[5]
- "La oveja negra del feminismo: El Arte de la política sexual," Dallas Contemporary, Dallas, TX, 2016.
- "Escenas de la colección," El Museo judío, Nueva York, 2018.[17]

## Colecciones en museos
Las obras de Semmel pueden encontrarse en diferentes colecciones que incluyen: el Museo de Bellas artes, Houston, el Museo de Arte Blanton, Austin, TX; el Museo de arte de Orange County, CA,  el Museo de Arte Chrysler, Norfolk, VA, el Museo Nacional de Mujeres en las Artes, Washington D. C., El Museo de Arte Parrish, Southampton, NY, el Museo de Arte Joslyn, Omaha, NE, el Museo judío, Nueva York y el Museo de Brooklyn, Nueva York.

## Premios
Los premios recibidos por Semmel incluyen: Women's Caucus for Art Lifetime Achievement Award (2013), el Anónimo era una mujer (2007), el National Academician del National Academy Museum, Nueva York (2014), la Subvención del Fondo de arte Richard Florsheim (1996), el premio de alumno distinguido, Cooper Unión (1985), Yaddo Residency (1980), Macdowell Colonia Residency (1977), y la Dotación nacional para las subvenciones en artes (1980, 1985).